# Enderleinellus propinquus
Enderleinellus propinquus är en insektsart som beskrevs av Blagoveshtchensky 1965. Enderleinellus propinquus ingår i släktet Enderleinellus och familjen ekorrlöss. Inga underarter finns listade i Catalogue of Life.